# Кэмпбелл, Джон, 4-й граф Лоудон
Джон Кэмпбелл, 4-й граф Лоудон (англ. John Campbell, 4th Earl of Loudoun; 5 мая 1705 — 27 апреля 1782) — шотландский дворянин, британский колониальный администратор, который служил губернатором колонии Вирджиния с 1756 по 1759 год, но сам не появлялся в колонии и управлял ею через своих заместителей Роберта Динвидди и Фрэнсиса Фокира. Лоудон командовал Шотландским полком королевской армии во время Восстания якобитов, но его полк был разбит в сражении при Престонпансе. В 1756 году он стал губернатором Вирджинии и главнокомандующим британских войск в Северной Америке, приняв командование в разгар Войны с французами и индейцами. Он оказался нерешительным командиром и был отозван после падения форта Уильям-Генри. В 1762 году он был отправлен в Португалию для участия в отражении испанского вторжения. В 1770 году он получил звание полного генерала.

### Статьи
- A. McK. Annand. JOHN CAMPBELL, 4th EARL OF LOUDOUR (1705-1782) (англ.) // Journal of the Society for Army Historical Research. — Society for Army Historical Research, 1966. — Vol. 44, iss. 177. — P. 22—24.